# Спицина
Спи́цина (рос. Спицина) — присілок у складі Далматовського району Курганської області, Росія. Входить до складу Кривської сільської ради.
Населення — 9 осіб (2010, 24 у 2002).
Національний склад станом на 2002 рік: росіяни — 96 %.